# Cleorodes jaspidaria
Cleorodes jaspidaria är en fjärilsart som beskrevs av Wagner 1919. Cleorodes jaspidaria ingår i släktet Cleorodes och familjen mätare. Inga underarter finns listade i Catalogue of Life.